# Global Television Network
«Global Television Network» — канадский телеканал, владелецем телеканала является «Corus Entertainment». Начал вещание 6 января 1974 года.

## Программы телеканала

### Драма
- «Копы-новобранцы» (англ. Rookie Blue, с 24 июня 2010 года)

### Разнообразие
- «Big Brother Canada[англ.]»
- «Driving Television[англ.]»

### Новости
- «Global National[англ.]»
- «Entertainment Tonight Canada[англ.]»
- «16x9[англ.]»
- «The West Block[англ.]»